# Villanova di Ostuni
 (janvier 2015).

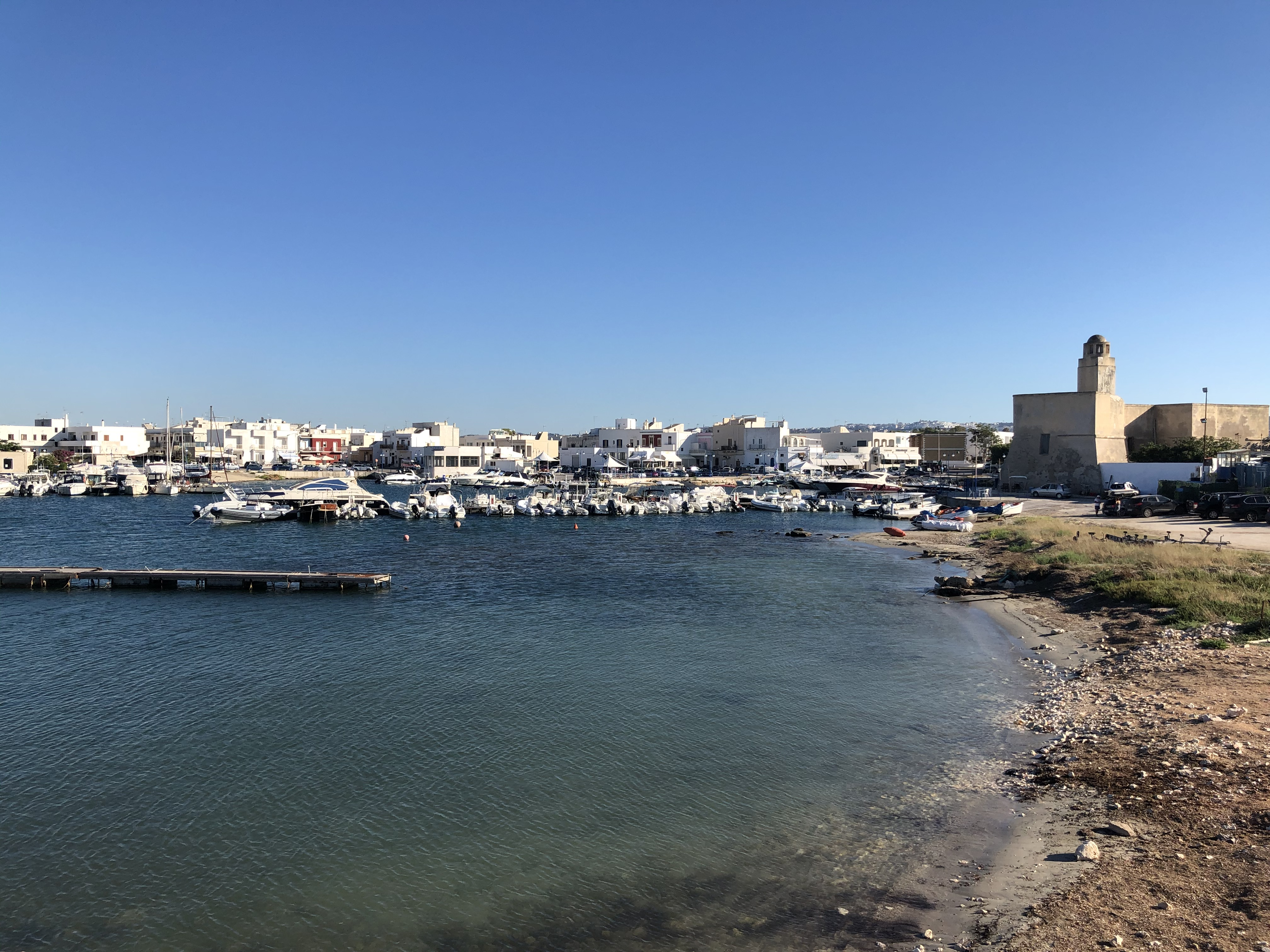
Marina d'Ostuni

Villanova  est une frazione du comune d'Ostuni (province de Brindisi), en Italie, située sur la côte adriatique, à environ 7 km d'Ostuni et à 35 km de Brindisi.